# Hyloxalus lehmanni
Hyloxalus lehmanni är en groddjursart som först beskrevs av Philip A. Silverstone 1971.  Hyloxalus lehmanni ingår i släktet Hyloxalus och familjen pilgiftsgrodor. IUCN kategoriserar arten globalt som nära hotad. Inga underarter finns listade i Catalogue of Life.